# دهستان برخوار غربی
دهستان برخوار غربی، یکی از دهستان‌های بخش مرکزی شهرستان شاهین‌شهر در استان اصفهان ایران است. مرکز این دهستان، روستای جهادآباد است.

## جمعیت
بر پایه سرشماری عمومی نفوس و مسکن در سال ۱۳۹۵، جمعیت دهستان برخوار غربی برابر با ۱٬۹۵۶ نفر بوده است.